# Стрияки
Стрияки (пол. Stryjaki) — село в Польщі, у гміні Єдвабне Ломжинського повіту Підляського воєводства.
Населення — 58 осіб (2011).
У 1975-1998 роках село належало до Ломжинського воєводства.

## Демографія
Демографічна структура станом на 31 березня 2011 року:
|          | Загалом | Допрацездатний вік | Працездатний вік | Постпрацездатний вік |
| -------- | ------- | ------------------ | ---------------- | -------------------- |
| Чоловіки | 30      | 3                  | 19               | 8                    |
| Жінки    | 28      | 6                  | 12               | 10                   |
| Разом    | 58      | 9                  | 31               | 18                   |